# حقوق دانشجویان در آموزش عالی
حقوق دانشجویان حقوقی اند مانند حقوق مدنی، قانونی، قراردادی و مصرف‌کنندگان، که حقوق و آزادی‌های دانشجویان را تنظیم کرده و دانشجویان را قادر می‌سازد تا از سرمایه‌گذاری تحصیلی شان بهره ببرند. این حقوق شامل مواردی مثل حق آزادی بیان و تشکل، رعایت روند قانونی، برابری، خودمختاری، ایمنی و محرمیت و پاسخ‌گویی در قراردادها و تبلیغات می‌شوند که نحوهٔ برخورد استادان و کارمندان اداری با دانشجویان را تنظیم می‌نمایند. در سراسر جهان بورسیه‌های تحصیلی بسیار اندکی مبنی بر حقوق دانشجویان وجود دارد. بیشتر کشورها معمولاً دارای نوعی حقوق دانشجویان هستند (یا حقوقی که بر بستر تحصیلی تطبیق می‌شود) که در قوانین آن‌ها گنجانیده شده و توسط سوابق دادگاهی شان به طرزالعمل مبدل شده‌است. برخی از کشورها، مانند رومانی در اتحادیه اروپا، دارای منشور حقوقی جامع برای دانشجویان هستند، که در آن هم حقوق و هم نحوهٔ عملی شدن آن‌ها را بیان کرده‌است. از سوی دیگر، اکثر کشورها مانند ایالات متحده و کانادا، دارای منشور حقوق منسجمی نبوده و دانشجویان برای مشخص ساختن این‌که کدام احکام حقوقی در ساحه آن‌ها قابل تطبیق است باید از دادگاه استفاده کنند.

## کانادا
کانادا، هم‌مانند ایالات متحده، تعدادی قوانین و سوابق دادگاهی دارد که تحصیلات عالی را تنظیم کرده و حقوق شاگردان را فراهم می‌نماید. دایرة المعارف کانادایی، که جزئیات موارد زندگی و دولت‌داری کانادا را در خود دارد، بیان می‌دارد که در کانادا «اساساً دو نوع حقوق بر دانشجویان تطبیق می‌شود: حقوق قائم بذات-حقوق حقیقی که دانشجویان از آن برخوردار هستند و حقوق وابسته به طرزالعمل–روش‌هایی که بر مبنای آن دانشجویان حقوق شان را مدعی می‌شوند. این مقاله دانشجویانی که در نهادهای عمومی هستند را شامل می‌شود، اما دانشجویان مراکز خصوصی می‌توانند حقوق شان را بر اساس قانون عامه و قوانین تحصیلات استانی ادعا نمایند».
کانادا هنوز هم دارای یک منشور حقوقی یا اسناد مشابه ملی برای دانشجویان نیست. و زمانی که چنین چیزی در کانادا تنظیم شود احتمالاً به آن سند، منشور حقوق و آزادی‌های دانشجویان گفته خواهد شد. منشور حقوق و آزادی‌های کانادا معادل منشور ملی حقوق در ایالات متحده است. اتحادیه ملی دانشجویان کانادا یا دولت، فدراسیون دانشجویان کانادا بوده و تا کنون چنین منشوری را تصویب نکرده‌است.

## فرانسه
قوانین و سوابق دادگاه در مورد حقوق حریم خصوصی دانشجویان
- حق حریم خصوصی در تحصیلات عالی

در پرونده آلباهو، یک دادگاه جنایی فرانسه، سه تن از استادان ارشد «مؤسسه آموزش عالی شیمی و فیزیک صنعتی شهر پاریس» (ICPSE) را به اتهام جاسوسی ایمیل، مجرم شناخت. این اولین واقعه‌ای بود که کارمندان دانشگاهی در نتیجه شکایت دانشجویان و در حالی که از حمایت کامل دانشگاه برخوردار بودند، به یک عمل جنایی مجرم شناخته شدند.

## ایالات متحده
در ایالات متحده، دانشجویان دارای حقوق زیادی هستند که توسط لوایح و قوانین (مثل قانون حقوق مدنی و قانون تحصیلات عالی) و فرمان‌های اجرائی رئیس‌جمهور به آن‌ها اعطا شده‌است. این حقوق به درجه‌های مختلف توسط دادگاه به طرزالعمل مبدل شده‌اند. با این حال ایالات متحده دارای یک منشور حقوقی دانشجویان نبوده و دانشجویان متکی به نهادهای هستند که به‌صورت داوطلبانه این معلومات را برای آن‌ها فراهم می‌کند. با وجود این‌که الزامیات قانونی برای نشر لوایح دانشجویان و نشر تمام حقوق وجود ندارد، برخی از کالج‌ها این کار را می‌کنند.

## جنبش حقوق دانشجویان
دانشجویان در اروپا و آمریکای شمالی در جریان عصر جنگ ویتنام، خواستار توسعه حقوق مدنی و حقوق دانشجویان شدند. آن‌ها با ایجاد اتحادیه‌های دانشجویان و لابی‌گری برای سیاست‌های سازمانی (بدین ترتیب تغییر برخورد فرهنگی با دانشجویان)، لابی برای تغییرات تقنینی در سطوح ایالات و به سطح ملی، دوران دادن دادخواهی‌ها برای ایجاد لوایح ملی حقوقی دانشجویان، حقوق قانونی تأسیس کردند. به‌طور مثال در آمریکا، دانشجویان این حق را بدست‌آوردند که حقوق مدنی شان را در نهادهای تحصیلات عالی حفظ کنند. در اروپا، این جنبش شدید و غیرمنتظره بوده‌است. دانشجویان متحد شده و در هر یک از نهادها در سطح ایالتی، ملی و نهایتاً در سطح قاره‌ای، اتحادیه‌های را به عنوان اتحاد دانشجویان اروپایی تشکیل دادند. آن‌ها در لابی‌گری برای حقوق در هر یک از کشورها و در کل در اتحادیه اروپا، نقش کلیدی داشتند. به‌طور مثال، در سال ۲۰۱۱، رومانی یک لایحه ملی گسترده برای دانشجویان پیشکش کرد که به دانشجویان رومانیایی صد حق را در یک سند واضح و قابل دسترسی گنجانید. اروپا نیز قانونی را روی دست گرفته‌است که حقوق دانشجویان اتحادیه اروپا که در سایر کشورهای اتحادیه اروپا درس می‌خواندند، را تصریح کرد.
دانشجویان اروپایی از تاکتیک‌های استفاده کردند که در جریان جنبش جهانی کارگران در قرون هجده و نوزدهم برای دریافت معیارهای کار یا محل کار ایجاد شده بود. آن‌ها به اتحادیه‌ها پیوستند، تقاضاهای‌شان را هم شفاهی و هم کتبی (گاهی اوقات به شکل طرح پیشنهادی لایحه حقوق دانشجویان) بیان کردند، پیام شان را همه‌گانی ساخته و به اعتصاب‌ها پرداختند. در جریان جنبش کارگران، به‌عنوان مثال، کارگران ایالات متحده به حق ۴۰ ساعت کار در هفته، حداقل دست‌مزد، پرداخت برابر برای کار برابر، پرداخت به موقع، حقوق قرارداد، معیارهای ایمنی، پروسه ثبت شکایت وغیره دست یافتند. دانشجویان نیز تقاضا کردند که این مقررها و هم‌چنین حقوق مدنی، قانونی، قراردادی و مصرف‌کنندگان، که صنایع آن‌ها را تنظیم می‌کند باید بر تحصیلات عالی تطبیق گردد.
جنبش دانشجویان اروپا و جنبش ایالات متحده از جهات متعددی متفاوت اند. این تفاوت‌ها می‌توانند یک فاکتوری باشند در تشخیص این‌که چرا دانشجویان اروپایی در امر به‌دست آوردن حقوق شناخته شده قانونی دانشجویان، از حق دسترسی به تحصیلات رایگان تا حق سفر و تحصیل رایگان از یک کشور اتحادیه اروپا به کشور دیگر، تا حق برخورداری از حقوق قانونی ملی در نهادهای تحصیلات عالی، مؤفق‌تر بوده‌اند.

### تفاوت‌ها میان جنبش‌های دانشجویان اروپایی و ایالات متحده
- تکالیف مؤسسه ملی دانشجویان: نمایندگی از دانشجویان در سطوح مختلف

اتحادیه دانشجویان اروپایی (ESU) از ESU می‌خواهد تا تقاضاهای دانشجویان را شناسایی کرده و آن‌ها را به قانون‌گذاران منتقل کند. انجمن دانشجویان ایالات متحده (USSA) نیز تکلیف دارد تا صدای دانشجویان را در تصمیم‌گیری‌های قانونی بلند کند، اما نحوهٔ تشخیص صدای دانشجویان یا تضمین این‌که خود دانشجویان نماینده خود شان باشند را تصریح نکرده‌است. ESU بر جمع‌آوری معلومات از دانشجویان در سراسر کشور تمرکز دارد، لایحه حقوق دانشجویان را ساخته و دانشجویان را اجازه می‌دهد تا آن را نقد کنند، قوانینی را برای دست‌یابی به این حقوق در سطح ایالتی و قارهٔ پیشنهاد کرده و بعداً منابع معلوماتی ایجاد می‌کند تا دانشجویان از حقوق خودشان باخبر شوند.‏ USSA، اهداف‌اش را از طریق عضویت USSA تعیین می‌کند. USSA به نظر نمی‌رسد که در سطح کشور تحقیقی را به راه انداخته یا اهداف دانشجویان را در وب سایت خود بیان کند تا دانشجویان علاقه نشان‌داده و چیزی را به آن فهرست اضافه یا از آن حذف نمایند. اگر USSA تحقیقی را انجام دهد آن را در وب سایت خود نشان نمی‌دهد، در وب سایت عملیه جستجو نداشته و این معلومات را برای دانشجویان چاپ نمی‌نماید.
- در حال حاضر تکلیف ESU این است که «منافع تحصیلی، اجتماعی، اقتصادی و فرهنگی دانشجویان را ترویج کرده»، «حقوق تحصیلی، دیمکوراتیک و سیاسی آن‌ها را ارائه، دفاع و تقویت کند و … آن‌ها را در سطح اروپا (قاره‌ی) به تمام ارگان‌های مربوطه و مخصوصاً اتحادیه اروپا، گروه پی‌گیری بولونیا، شورای اروپا و یونسکو، نمایندگی کرده و ترویج نماید.»‏ ESU این امر را با «راه اندازی تحقیقات»، «کمپاین‌ها»، «کنفرانس‌ها»، «آموزش‌ها»، «پروژه‌های مشارکتی»، «ارائه معلومات»، و ایجاد «انتشارات» برای «دانشجویان، پالیسی سازان و متخصصان تحصیلات عالی» انجام می‌دهد.

- ماموریت ASSU «انکشاف رهبران فعلی و آینده و بلند کردن صدای دانشجویان در سطوح محلی، ایالتی و ملی با بسیج قدرت مردمی برای کسب پیروزی‌های ملموس در مسائل دانشجویان است. بنیاد انجمن دانشجویان ایالات متحده با تسهیل کردن تحصیل، آموزش و سایر فرصت‌های انکشافی در سطوح ملی، ایالتی و محلی در حمایت از مسایل که دانشجویان را متأثر می‌سازد، از سلسله رهبری مؤثر دانشجویان اطمینان حاصل می‌کند». بیانیه مأموریت را تصریح نکرده‌است که چه‌گونه قصد انجام این کارها را دارند اما از وب سایت به نظر می‌رسد که آن‌ها لابی‌های مردمی، کنفرانس‌های دانشجویان و آموزش‌های انتخاباتی برگزار کرده و لوایحی را به مجلس سنای ایالات متحده پیشنهاد می‌کنند.

- تکالیف مؤسسه ملی دانشجویان: اشتهار تقاضاهای دانشجویان

ESU به‌صورت واضح خواسته‌های دانشجویان را از طریق مردم و اتحادیه اروپا بیان می‌کند. آن‌ها این خواسته‌ها را در یک لایحه حقوق دانشجویان که بنام منشور حقوق دانشجویان ۲۰۰۸ یاد می‌شود، جمع‌آوری کرده‌اند. این سند از لحاظ قانونی الزام‌آور نیست اما تمام خواسته‌های دانشجویان را به وضوح ارائه کرده و دانشجویان، نهادها و حکومت‌ها را کمک می‌کند تا بدانند که دانشجویان چه می‌خواهند و هم‌چنین به اتحادیه‌های دانشجویان در نهادهای فردی به منظور لابی‌گری حقوقشان کمک می‌کنند. که درآوردن تغییر فرهنگ و رفتار با دانشجویان در سطح محلی کمک کند. ESU به‌صورت دیموکراتیک یک لایحه پیشنهاد شده برای دانشجویان ایجاد کرده‌است که می‌خواهد در قوانین سطح ملی و قارهٔ پذیرفته شود. این خواسته‌ها عبارت از: دسترسی به تحصیلات عالی، مشارکت دانشجویان در حاکمیت سازمانی، حمایت‌های خارج از نصاب و معیارهای نصاب با کیفیت درسی. هر یک از حقوق به خواست‌های مفصل‌تر که برای دست‌یابی به این حقوق ضروری هستند، تقسیم شده‌اند. با وجودی که انجمن‌های دانشجویان در آمریکا برای این خواسته‌ها اصرار دارند، هیچ تلاش متمرکز از طریق انجمن ملی دانشجویان صورت نگرفته‌است.
ابتکارهای قانونی USSA، بخشیدگی قروض دانشجویان، اجازه حضور به دانشجویان مهاجر غیرقانونی در کالج و تخصیص پول بیشتر دولتی به نهادها و دانشجویان را در بر می‌گیرد، اما باز هم به نظر می‌رسد این اهداف توسط اعضای USSA بدون تحقیق ملی در مورد صدای دانشجویان، ایجاد گردیده‌است. هیچ روشی برای جست‌جوی وب سایت آن‌ها وجود ندارد که مشخص گردد آیا تحقیقی را برای جمع‌آوری اطلاعات از دانشجویان در سراسر کشور انجام می‌دهند یا خیر.
- ارگان‌های سازمانی دانشجویان: تمرکز بر اتحادیه دانشجویان در مقابل تمرکز بر حاکمیت دانشجویان

جنبش دانشجویان اروپایی و جنبش ایالات متحده در سطح سازمانی محلی نیز متفاوت اند. در اروپا بیشتر مؤسسات سازمانی دانشجویان بنام اتحادیه‌های دانشجویان شناخته می‌شود که نشان می‌دهد آن‌ها مصروف لابی‌گری برای حقوق دانشجویان هستند. در آمریکا به این مؤسسات، حاکمیت‌های دانشجویان یا انجمن‌های دانشجویان می‌گویند و تمرکز آن‌ها بیشتر بر آموزش فرایند دیموکراتیک است. مشکل اما این‌جاست که بیشتر حاکمیت‌های دانشجویان تنها ۲۰ تا ۲۵ درصد نماینده‌گی در سنای علمی یا ارگان تصمیم‌گیری سازمانی داشته و نسبت به سایر نمایندگی‌های سازمانی، تجربه بسیار اندک در پروسه‌های دیموکراتیک دارند. حاکمیت‌های دانشجویان بر تدریس نحوهٔ رهبر شدن و اشتراک در دیموکراسی به دانشجویان تمرکز دارد، در حالی‌که اتحادیه‌ها بیشتر بر تشخیص صدای دانشجویان و دستیابی به حقوق دانشجویان از طریق لابی‌گری متمرکز است.

## ارجاعات
1. ↑  "Student rights". The Canadian Encyclopedia. Retrieved August 21, 2019.
2. ↑  Dixon v. Alabama 1961
3. 1 2 3  2008 Students' Rights Charter بایگانی‌شده  در ۲۰۱۲-۰۹-۲۶ توسط Wayback Machine
4. ↑  Beverly Silver: Forces of Labor. Worker's Movements and Globalization since 1870, Cambridge University Press, 2003, ISBN 978-0-521-52077-5
5. ↑  Labor and Employment laws | LII / Legal Information Institute
6. 1 2  «About Us». بایگانی‌شده از اصلی در ۲۱ نوامبر ۲۰۲۱. دریافت‌شده در ۲۱ نوامبر ۲۰۲۱.